# 川上夏代
川上 夏代（かわかみ なつよ、1924年4月25日 - 2006年4月27日）は日本の女優。本名は村上美瑛子。俳優座所属。

## 出演

### 映画
- ほらふき丹次（1954年）
- どさんこ（1958年）
- 小さな仲間（1958年）
- 未来につながる子ら（1962年）
- あの人はいま（1963年）
- 歌え若人達（1963年）
- 明日また生きる（1970年）
- 湯けむり110番 いるかの大将（1972年）
- 忍ぶ糸（1973年）
- 朝やけの詩（1973年）
- 大空のサムライ（1976年）
- 残照（1978年）
- 月山（1979年）
- 茗荷村見聞記（1979年）
- きらめきの季節（1980年）
- 熱海殺人事件（1986年）
- 花の季節（1990年）
- 東京交差点 2幸福（1991年）
- 風の子どものように（1992年）

### 舞台
- 荒野の落日
- ガルボの帽子
- 黄金色の夕暮
- 女村長アンナ
- 町人貴族
- 三人姉妹
- 蟹の町
- 水泥棒
- 賢女気質
- 時の氏神
- 銀のメダル
- ドイツ人
- 消えたバークシャ

### テレビドラマ
- 東芝日曜劇場 第417話「土曜と月曜の間」（1964年、TBS）
- 木下恵介劇場（TBS）
  - 喜びも悲しみも幾歳月（1965年）
  - 記念樹（1966年）
- 渥美清の泣いてたまるか （1966年、TBS）
  - 第2話「やじろべえ夫婦」
  - 第12話「子はかすがい」
- 木下恵介アワー（TBS）
  - 3人家族（1968年）
  - 幸福相談 (1972年)　- 松田しげ
- 大河ドラマ / 天と地と（1969年、NHK） - さわ
- 素浪人 花山大吉 第40話「目玉が火事でもてていた」（1969年、NET）
- ポーラテレビ小説（TBS）
  - 「安ベエの海」（1969年 - 1970年）
  - 「女・かけこみ寺」（1982年） - 親恭尼
- 太陽にほえろ! （NTV）
  - 第30話「また若者が死んだ」（1973年） - 野口巡査の母親
  - 第301話「銀河鉄道」（1978年） - 森脇家の家政婦
  - 第370話「恐怖の食卓」（1979年） - 佐伯の母親
  - 第546話「マミー刑事登場!」（1983年） - 浜口信夫の母親
- 風の中のあいつ（1973年、TBS）
- ひまわりの道（1976年、NTV）
- 横溝正史シリーズ / 三つ首塔（1977年、MBS）
- 水戸黄門 （TBS / C.A.L）
  - 第8部 第16話「非情の対決-橋本-」（1977年10月31日） - ウメ
  - 第23部 第22話「白いお髭の意地比べ -萩-」（1995年1月9日） - 婆さん
  - 第25部 第6話「黄門様の仮女房-吉田-」（1997年1月27日） - とよ
- 祭ばやしが聞こえる（1977年、NTV）
- 土曜ドラマ / 松本清張シリーズ・依頼人（1977年、NHK） - 佐伯伊佐子の叔母
- 柳生一族の陰謀 第21話「夕焼に恨みが残った」（1978年、KTV）
- 破れ新九郎 第6話「地獄の白州は快刀乱麻!」（1978年、ANB） - お佐和
- 非情のライセンス 第3シリーズ 第5話「兇悪の祈り・国外逃亡を阻止せよ!」（1980年、ANB）
- ザ・ハングマン 燃える事件簿 第11話「魔性の母と狼の息子」（1981年、ABC） - しの
- 土曜ワイド劇場 （ANB）
  - 松本清張の風の息（1982年、松竹）
  - 迷探偵記者羽鳥雄太郎と駆出し女刑事（1986年）
- 愛の劇場（TBS）
  - めだかの歌（1983年）
  - わが子よシリーズ（1984年 - 1986年）
- 火曜サスペンス劇場 （NTV）
  - 心身症の犬（1985年） - 北川家のお手伝い
  - 朝比奈周平ミステリー 第2作「西海道殺人事件」（1991年）
  - 人狩り（1995年） - 三宅喜久代
- 大岡越前（TBS / C.A.L）
  - 第9部 第16話「兄を殺した非道医者」（1986年2月10日） - おくめ
  - 第11部 第15話「怨念消した花嫁姿」（1990年7月30日） - ツル
- ナースステーション（1991年、TBS）
- もう誰も愛さない（1991年、CX）
- あばれ八州御用旅 第2シリーズ 第5話「親泣かせ手車道中」（1991年、TX） - おまつ
- 智恵子抄（1994年、TX）
- 警部補・古畑任三郎 第1シーズン第11話「さよなら、DJ」（1994年、CX） - 清掃員
- ハイこちら駐在です!（1995年、CX）
- はぐれ刑事純情派 第10シリーズ 第18話「狼少年に庇われた女!?疎開した夏…折り鶴の謎」（1997年、ANB）
- 小さな小さなあなたを産んで（1999年、NTV）

### 吹き替え
- アボンリーへの道（イライザ）
- ER緊急救命室（エルバ）
- 捜査官クリーガン（大家）